# Polizeiliche Lage
Eine polizeiliche Lage ist eine Situation, in der von der Polizei aufgrund ihrer Aufgabe, Straftaten zu verfolgen (Legalitätsprinzip), zu unterbinden oder zu verhindern (Gefahrenabwehr), ein Handeln gefordert ist.
Der Begriff wird unterschiedlich verwendet. Zum einen wird er als taktischer Begriff, zum anderen als Teil der Sicherheitslage verstanden. Alternativ gibt es auch den Begriff Einsatzlage.

## Einsatzlehre
Bei der Polizei werden vielerlei Lagen erfasst und beurteilt (thematisch, geografisch); dabei werden Lagebilder deutlich. Die Beurteilung der Lage (BdL) findet zentral statt, beispielsweise bei einem verbandsübergreifenden Lagezentrum. Aus jeder Sicherheitsstörung erwächst eine polizeiliche Lage.
Polizeiliche Lagen haben funktionale (Personen, Gruppen usw.) und zeitliche (Kalender oder Ereignis) Bezüge. Funktionale Lagen sind beispielsweise Kriminalitäts-, Gefährdungs- und Staatsschutzlagen. Diese fließen nicht nur in die polizeiliche Taktik, sondern auch in die polizeiliche Kriminalstatistik (PKS) ein. 
Eine weitere funktionale (thematische) Lage ist die Großschadenslage (GSL) mit einem zeitnahen Kräfteaufruf, einem hohen Personaleinsatz sowie der Bildung einer Besonderen Aufbauorganisation (BAO). Sie ist eine Sofortlage.

## Arten
Polizeitaktisch spricht man von 
- Zeitlagen, wenn ein Ereignis vorhersehbar ist (z. B. angemeldete Veranstaltungen, Versammlungen, Staatsbesuche). Diese Lage ist zeitbezogen und kann organisatorisch (Einsatzbefehl) sowie personell geplant werden. Hierbei kann ein sicherer und ausreichender Personaleinsatz gewährleistet werden. Ferner kann lange im Voraus eine BAO aufgestellt werden. Das zeitbezogene Gegenteil hierzu sind Sofortlagen.
- Sofortlagen (auch Ad-hoc-Lagen genannt), wenn ein polizeilich relevantes Ereignis plötzlich eintritt, z. B. eine Amok-/Geisellage, oder auch bei Schadenslagen oder Spontandemonstrationen. Diese Lage ist ebenfalls zeitbezogen und wird durch einen zeitkritischen Kräfteaufruf und der Zuordnung von Einsatzmitteln abgearbeitet. Hierfür werden Einsatzkonzeptionen personeller Art wie beispielsweise die Einsatzhundertschaften der Landes- oder Bereitschaftspolizei bereitgehalten.

Des Weiteren gibt es funktionelle Lagen, beispielsweise Unfriedliche demonstrative Lagen (Einsätze bei unfriedlichen demonstrativen Aktionen, abgekürzt udA).
Der Großteil der Sofortlagen wird durch die Streifen des polizeilichen Einzeldienstes bewältigt (sogenannte „Einzeldienstlagen“). 
Sobald Mängel bei der Darstellung des Lagebildes, der Heranführung von Kräften oder der Führung bestehen, ist die Anlaufphase eines Einsatzes regelmäßig eine Chaosphase. Das zeitlich bezogene Gegenteil der Sofortlage ist die Zeitlage.
- mobile Lagen, wenn ein Ereignis nicht stationär stattfindet.
- Mischlagen, wenn auf eine Zeitlage eine Sofortlage folgt (Beispiel: Eine Versammlung wird erst einige Stunden vor der Durchführung angemeldet).

Alle Lagen werden zunächst von einem Stab oder einem verantwortlichen Entscheider nach Faktenlage beurteilt (BdL). Diesem folgt der Entschluss, die Befehlsgebung und die Ausführung.
Bei jeder polizeilichen Lage ist eine Lagemeldung der Einsatzkräfte vor Ort unabdingbar, da die übergeordnete Führung faktisch immer abgesetzt vom Geschehen arbeitet (Einsatzzentrale, Führungsstab usw.). Der Merksatz „die Führung ist blind“ bedeutet, dass die Entscheider auf Lagemeldungen der Beamten von Ort angewiesen sind, um sachgerechte (lageangepasste) Entscheidungen treffen zu können.
Bei deutschen Polizeien gibt es sogenannte Lageschreiber, deren einzige Aufgabe es ist, die Kriminalitätslage eines Tages rund um die Uhr zu dokumentieren. Hierbei entsteht das Lagebild resp. entsteht das örtliche oder regionale Lagebild. Auf Staats- und Landesebene gibt es zudem thematisch aufgegliederte Lagebilder.
Des Weiteren gibt es Lagen des täglichen Dienstes wie Verkehrsunfälle, Streitigkeiten, tätliche Auseinandersetzungen, kleinere Gefahrenlagen oder die Vollstreckung von Haftbefehlen; siehe hierzu Polizeieinsatz.

## Sicherheitslage
Je nach Lageart wird die Sicherheitslage eines Bundeslandes bzw. des Bundes betrachtet; diese wird laufend erhoben und fortgeschrieben sowie ständig analysiert. Üblicherweise werden lageangepasste Gegenmaßnahmen ergriffen, wenn die Sicherheitslage gestört ist. Die Delikte fließen in die Polizeiliche Kriminalstatistik ein. Sie hat geographische und kriminologische Bezüge.
Die Sicherheitslage ist theoretisch stets gestört, da ständig erneut Straftaten begangen werden – lediglich das Ausmaß (z. B. Deliktshäufigkeit,  Schadenshöhen, Anzahl der Geschädigten), die Begehungsweise, die angegangenen Objekte, die Motivation, der geographische Bezug (Brennpunkte), die Täter (z. B. Herkunft, Zusammensetzung und Reisewege) und die Tatzeiten verändern sich laufend.
Mit statistischen Auswertungen wird regelmäßig und detailliert betrachtet, wodurch und von welchen Gruppen die öffentliche Sicherheit beeinträchtigt worden ist. Dies ist eine Grundlage für Ursachenforschung und die dynamische Festsetzung der Inhalte der Kriminalprävention.
Die laufende Beobachtung der polizeilichen Lage hat zum Ziel, die Sicherheitslage zu kontrollieren und zu optimieren (Verbrechensbekämpfung). Ein polizeitaktisches Instrument ist hierbei die Bestimmung von Schwerpunkten polizeilichen Handelns (Polizeidienstvorschrift 100) sowie die Bekämpfung von Brennpunkten.